# Phanoderma laticolle
Phanoderma laticolle är en rundmaskart som först beskrevs av Marion 1870.  Phanoderma laticolle ingår i släktet Phanoderma och familjen Phanodermatidae. Inga underarter finns listade i Catalogue of Life.